# Оливье, Фердинанд Иоганн фон
Фердина́нд Иога́нн фон Оливье́ (нем. Ferdinand Johann von Olivier; 1 апреля 1785, Дессау, Ангальт-Дессау — 11 февраля 1841, Мюнхен) — немецкий живописец, рисовальщик,  гравёр-ксилограф и литограф эпохи романтизма. Член семьи художников Оливье. Работал главным образом в жанре пейзажа. В художественном отношении был близок к назарейцам.

## Биография

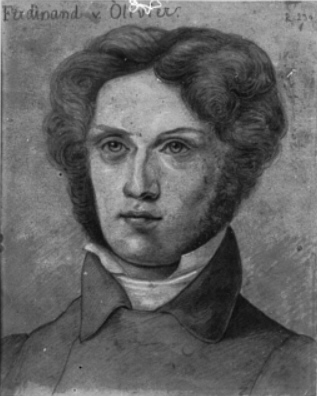
Т. Ребениц. Портрет художника Фердинанда фон Оливье в юности. Между 1813 и 1816 гг. Бумага, акварель, белила. Музей Святой Анны, Любек

Фердинанд Иоганн родился в семье профессора, швейцарского учёного-педагога Людвига Генриха Фердинанда (Луи) Оливье (1759—1815), проживавшего в Дессау с 1780 года, и его жены, придворной оперной певицы Луизы, урождённой Нидхардт (1753—1841). У них было пятеро детей, трое сыновей стали художниками: Генрих Оливье, Вольдемар Фридрих фон Оливье и Фердинанд Иоганн. Родители находились на службе у просвещённого герцога Леопольда III. Благоприятная духовная атмосфера небольшого герцогства сформировала способности братьев-художников для их дальнейшей профессиональной карьеры.
В 1802—1803 годах Фердинанд Иоганн изучал технику ксилографии у типографа Иоганна Фридриха Унгера (Johann Friedrich Unger) в Берлине. Именно в это время он решил стать художником. С лета 1804 по лето 1806 года Фердинанд Иоганн вместе с братом Генрихом ездил в Дрезден, там они копировали пейзажные картины Клода Лоррена и Якоба ван Рёйсдаля. Кроме этого, Оливье стал учеником Якоба Вильгельма Мехау и Карла Людвига Кааза. Через Фридриха Августа фон Клинкострёма он познакомился с немецкими художниками-роантиками Филиппом Отто Рунге и Каспаром Давидом Фридрихом.
В 1807 году в Дессау Фердинанд Иоганн встретился с политиком Августом фон Роде, который предложил ему должность секретаря прусского посольства в Париже. Оливье занял эту должность в том же году. Через несколько месяцев к нему приехал брат Генрих. Вскоре Фердинанд Иоганн подал в отставку, чтобы иметь больше времени для занятий искусством. Однако благодаря посредничеству Роде Оливье получил три заказа от герцога Леопольда III Ангальт-Дессауского, что позволило ему продлить своё пребывание в Париже до 1810 года.
Летом 1810 года художник вместе с братом Фридрихом предпринял поездку в горы Гарца. В картинах, созданных во время этой поездки, заметно влияние Каспара Давида Фридриха.
В 1811 году Фердинанд Иоганн отправился через Дрезден в Вену. Там он познакомился с Йозефом Антоном Кохом. В следующем году он женился на Маргарет Хеллер, вдове с тремя детьми. В Вене он приобщился к идеологии протестантизма. Его мастерская стала местом встречи художников-протестантов в католической Вене, но также и католиков общества назарейцев и интеллектуалов круга Августа Вильгельма Шлегеля. Таким образом Фердинад Иоганн фон Оливье приобщился к идеологии романтизма. В 1816 году Фердинанд Иоганн стал членом Союза святого Луки, или общества назарейцев.
После окончания Освободительной войны с Наполеоном Иоганн Фердинанд вместе с Филиппом Фейтом путешествовал по землям Зальцбурга. Красота этих мест побудила их работать в жанре пейзажной живописи. Во второй поездке по Зальцбургскому архиепископству его сопровождал его брат Фридрих. В 1814 году Фердинанд Иоганн и Фридрих Оливье возвратились в Вену. Три года спустя братья снова путешествовали по тем же местам. В этой поездке их сопровождали друзья-художники Филипп Фейт, Карл Фроммель, Юлиус Шнорр фон Карольсфельд и Иоганн Рист.
В 1830 году Фердинанд Иоганн Оливье переехал в Мюнхен и здесь, по ходатайству Петера фон Корнелиуса, сменил Людвига фон Шорна на в должности генерального секретаря Мюнхенской академии художеств. В 1833 году Оливье был назначен профессором истории искусств.
Иоганн Генрих Фердинанд фон Оливье скончался в Мюнхене 11 февраля 1841 года в возрасте пятидесяти шести лет.

## Галерея

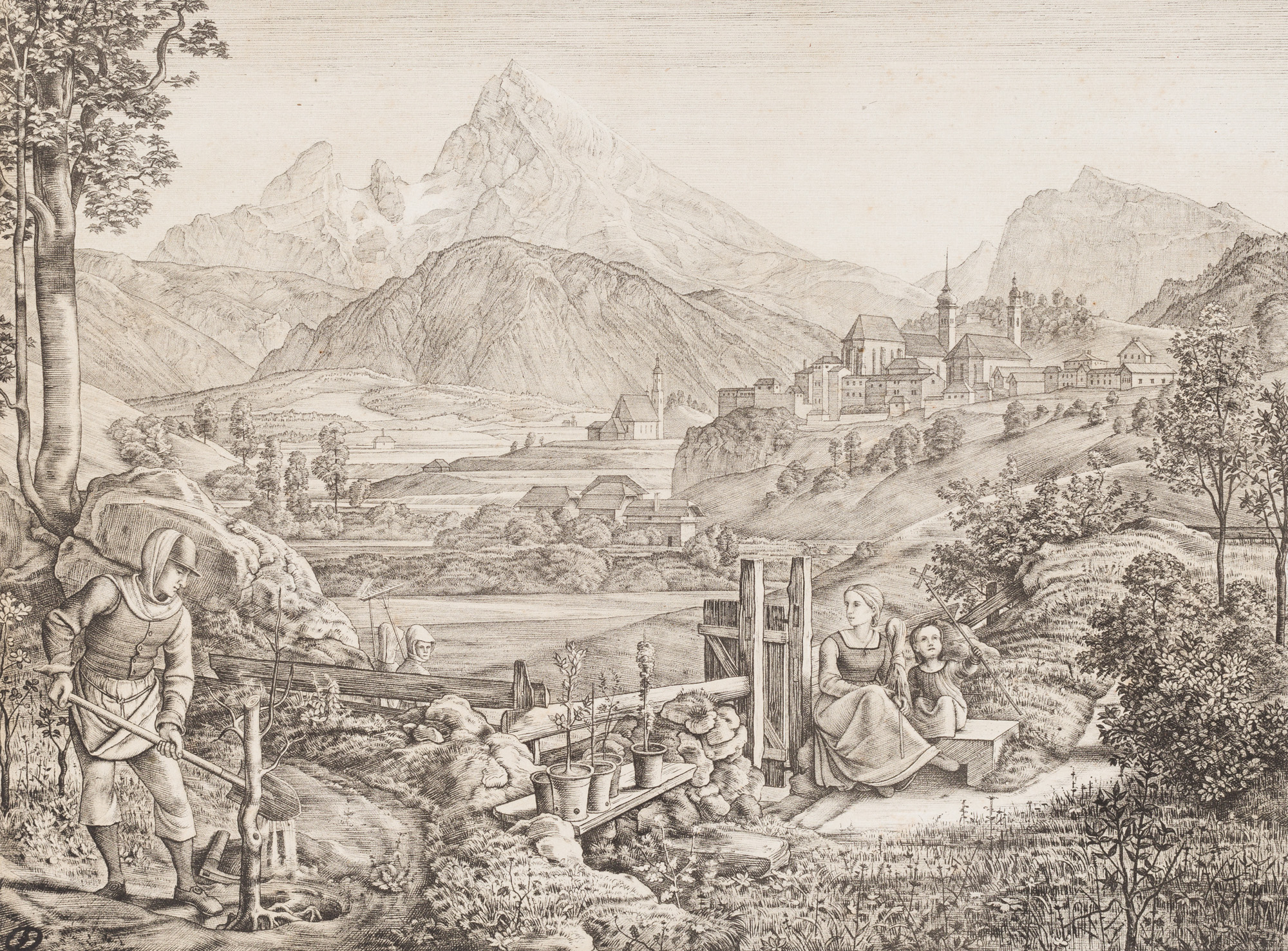
Пейзаж в районе Зальцбург-Берхтесгаден. 1823. Литография
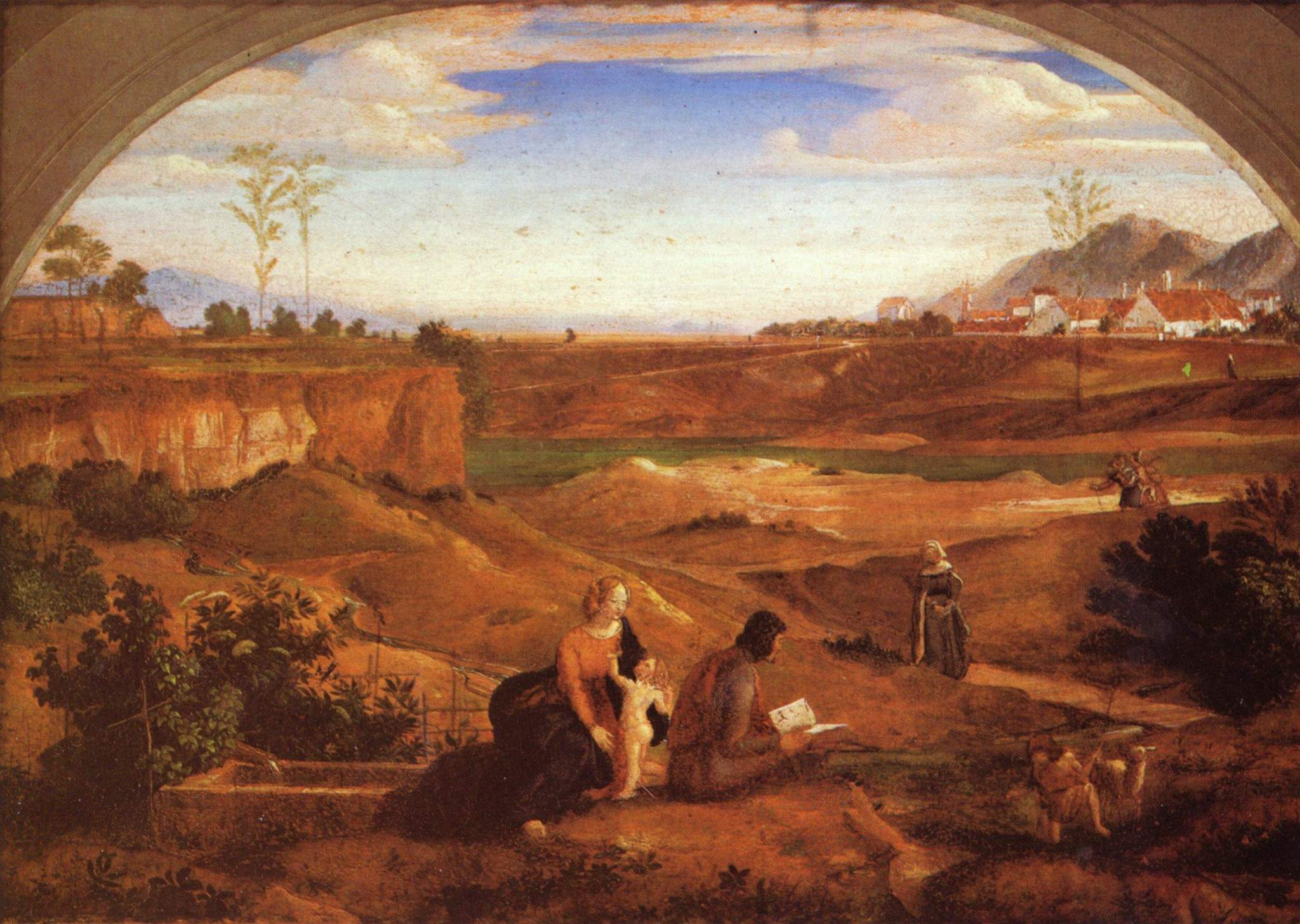
Святое семейство с младенцем Иоанном Крестителем на фоне пейзажа. 1824. Дерево, масло. Музей Фолькванг, Эссен
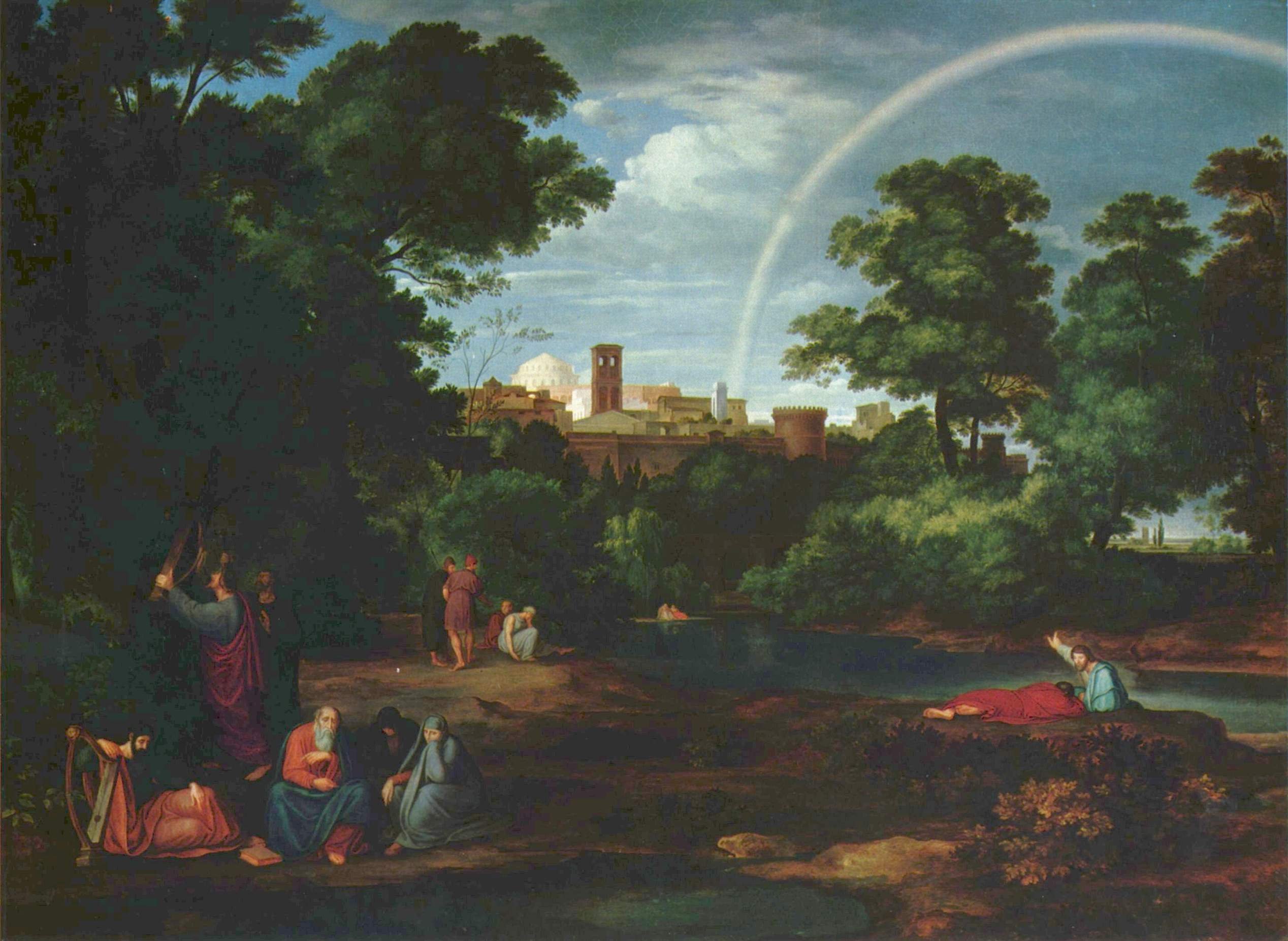
Евреи в вавилонском пленении. Ок. 1830. Холст, масло. Музей Бенхаус, Любек
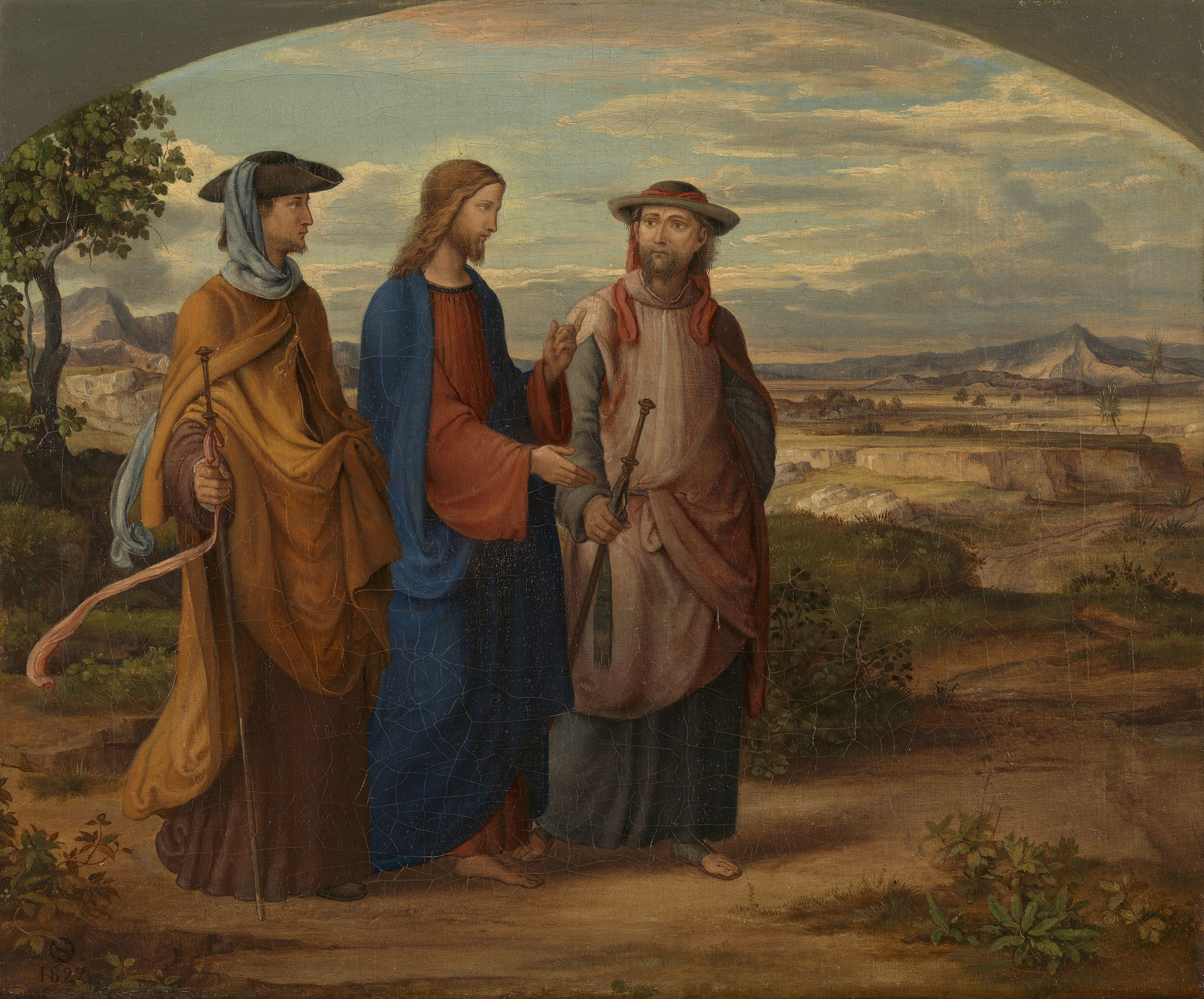
Путешествие в Эммаус. 1827. Холст, масло. Королевская коллекция, Великобритания
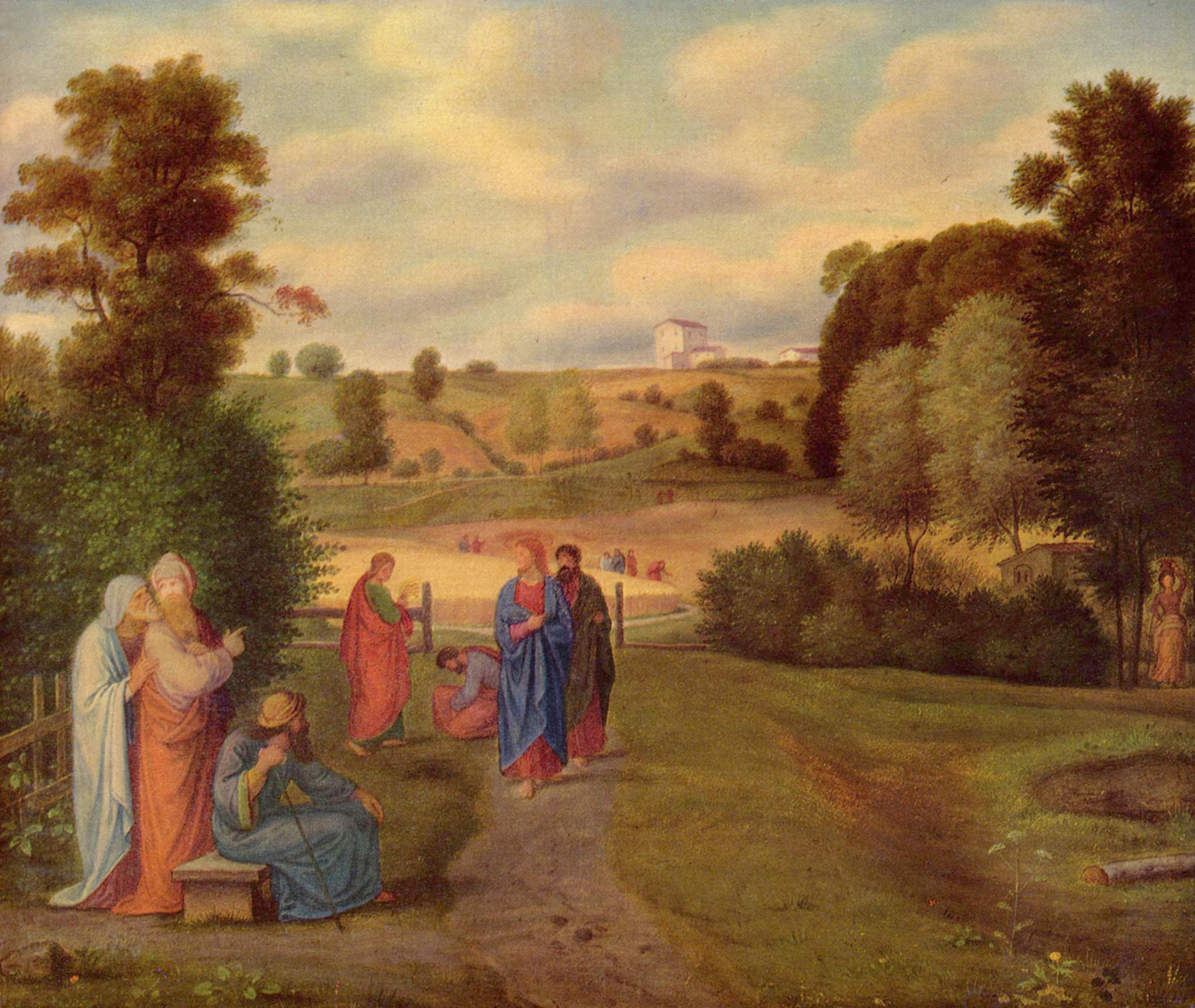
Иисус с учениками. Ок. 1840. Дерево, масло. Частное собрание, Швайнфурт
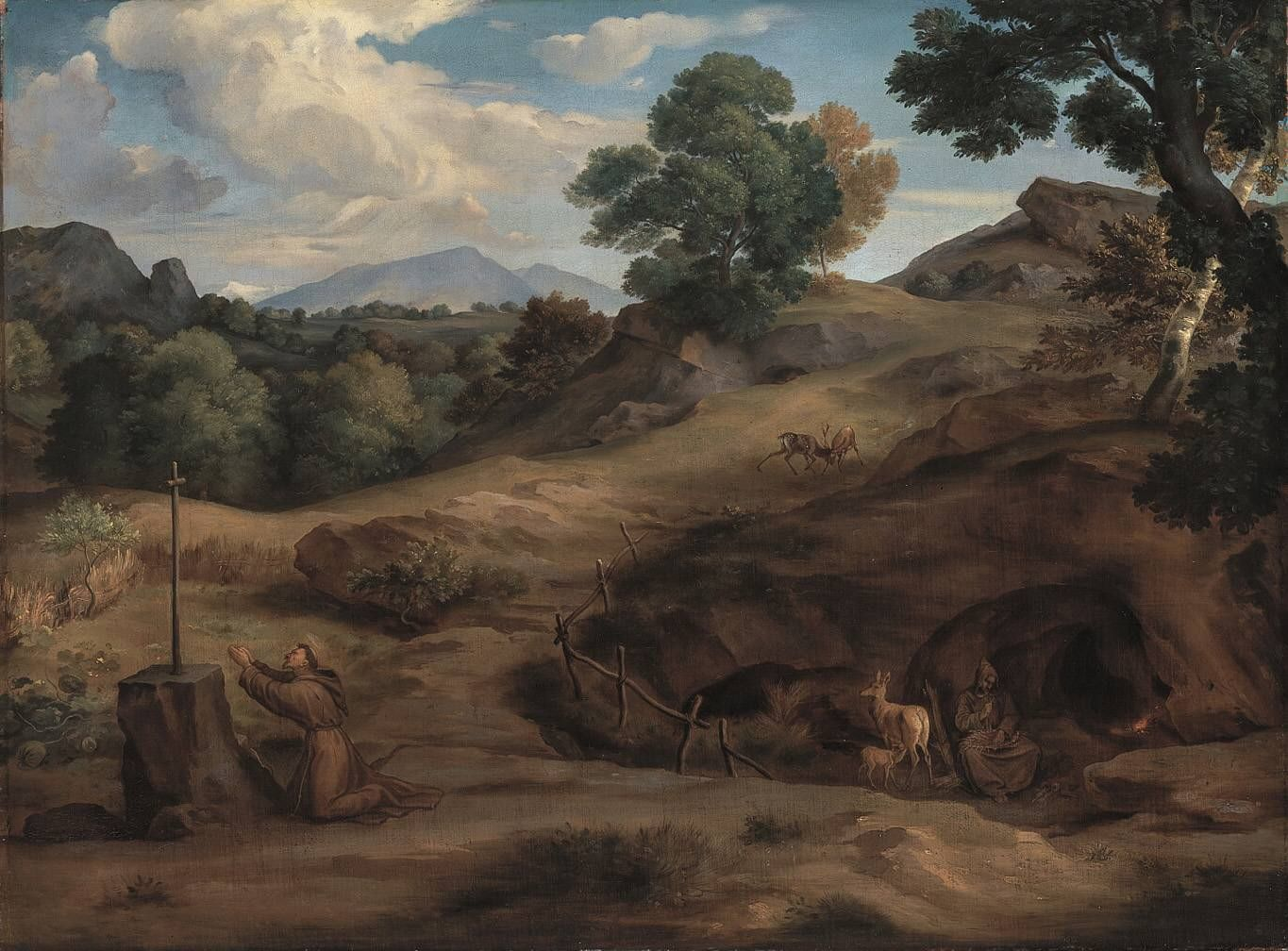
Южный пейзаж с отшельниками. Ок. 1840. Холст, масло. Баварские государственные собрания, Мюнхен
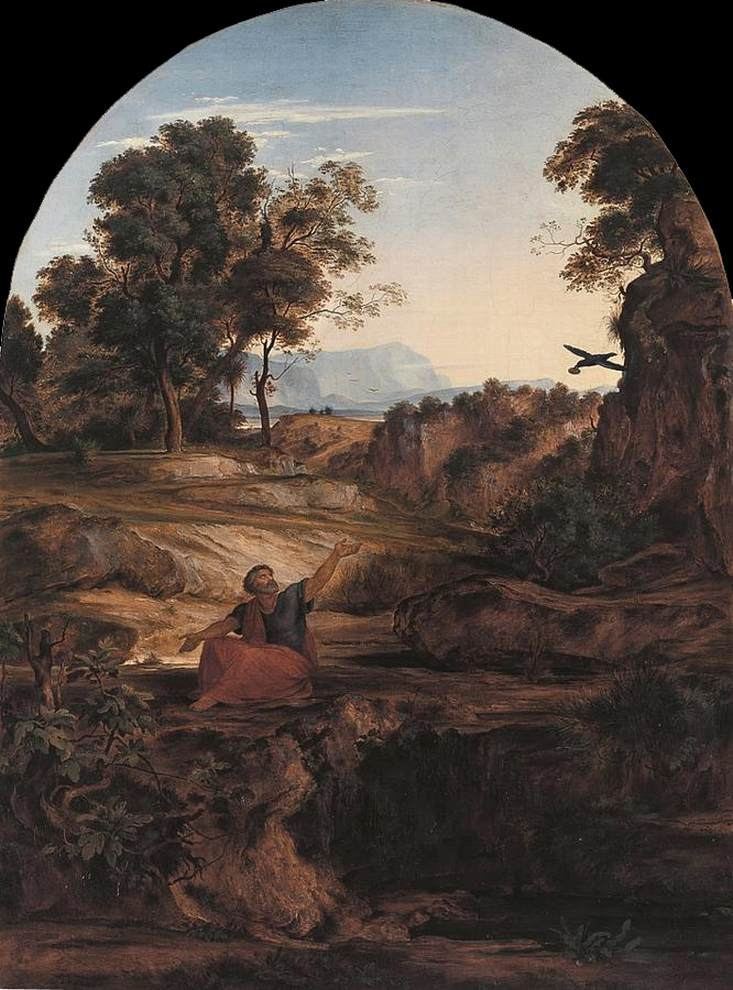
Пророк Илия в пустыне. 1831. Холст, масло. Новая Пинакотека, Мюнхен